# Héctor Reynoso
Héctor Reynoso López (* 3. Oktober 1980 in Mexiko-Stadt) ist ein ehemaliger mexikanischer Fußballspieler auf der Position eines Verteidigers. Er stand seit Anfang 2001 bei Deportivo Guadalajara unter Vertrag, für die er sein Erstligadebüt in einem Auswärtsspiel bei den UANL Tigres in Monterrey absolvierte, das torlos endete. Bevor er bei Guadalajara unterschrieb, war er unter anderem einige Monate beim Grasshopper Club Zürich unter Vertrag, für den er insgesamt sechsmal zum Einsatz kam. Mit Chivas stand er im Finale um den CONCACAF Champions’ Cup 2007, unterlag aber im Elfmeterschießen gegen den CF Pachuca.
Reynoso gilt als eisenharter Verteidiger, der förmlich an seinem Gegenspieler klebt und keinen Ball verloren gibt. Eine der großen Stärken des 1,84 Meter großen Verteidigers ist der Luftkampf, wo er selten ein Duell verliert. Auch schaltet er sich bei schnellen Kontern gerne in den Angriff ein.
Für Schlagzeilen sorgte der Spieler, als er im Mai 2009 im Achtelfinalspiel der Copa Libertadores gegen Everton Viña del Mar auf Provokationen seines Gegenspielers Sebastián Penco, die sich auf die zu jener Zeit in Mexiko aufgetretene sogenannte „Schweinegrippe“ bezogen, reagierte, indem er ihn mehrfach anspuckte. Reynoso wurde daraufhin für die restlichen Spiele des Wettbewerbs gesperrt.

## Erfolge
Mexikanischer Meister: Apertura 2006